# Spottstritar
Spottstritar (Cercopidae) är en familj i insektsordningen halvvingar som hör till underordningen stritar. Familjen innehåller minst 2 400 kända arter, spridda över hela världen. 
I Sverige finns omkring 10 arter, med en kroppslängd varierande mellan 3,5 och 11 millimeter. I varmare delar av världen, som i tropikerna där de flesta arter finns, kan de vara större.
De flesta arter har en relativt kraftig och rundad kroppsbyggnad. Många är klart färgade, till exempel har flera arter i släktet Cercopis som förekommer i Europa en tydlig svart och röd färgteckning. 
Som andra halvvingar har spottstritarna ofullständig förvandling och genomgår utvecklingsstadierna ägg, nymf och imago. Både nymfer och fullbildade insekter lever på växtsaft som de suger ut från växtdelar som stjälkar och skott.
Nymferna skyddar sig mot fiender, uttorkning och häftiga temperaturväxlingar genom att producera ett skyddande hölje av skum omkring sig. Dessa skumklumpar, som i Sverige kan ses på växtstjälkar under våren och sommaren, kallas på olika håll i landet för "humlespott", grodspott, ormspott eller gökspott.